# Al-Kurdi (Asjut)
Al-Kurdi – wieś w Egipcie, w muhafazie Asjut. W 2006 roku liczyła 1532 mieszkańców.